# Sukasarana
Sukasarana is een bestuurslaag in het regentschap Cianjur van de provincie West-Java, Indonesië. Sukasarana telt 3970 inwoners (volkstelling 2010).